# ジメルカプトコハク酸
ジメルカプトコハク酸 (ジメルカプトコハクさん、Dimercaptosuccinic acid = DMSA）は、サクシマー (succimer) とも呼ばれ、鉛、水銀、およびヒ素中毒の治療に使用される医薬である。テクネチウム99mで放射性標識されると、さまざまな種類の診断テストで使用される。フルコースは、19日間の経口投与である。2回目の投与の前に 2週間以上が経過している必要がある。
一般的な副作用には、嘔吐、下痢、発疹、および血中好中球レベルの低下が含まれる。使用に伴って肝臓の問題やアレルギー反応も発生する可能性がある。妊娠中の使用が胎児にとって安全かどうかは不明である。ジメルカプトコハク酸は、キレート剤ファミリーの医薬品に含まれている。ジメルカプトコハク酸は、鉛や他の多くの重金属と結合することによって機能し、それらを尿中に排出することを可能にする。
ジメルカプトコハク酸は1950年代から医学的に使用されてきまた。それは世界保健機関の WHO必須医薬品モデル・リストに載っている。米国では、2015年の時点で後発医薬品は利用できなかった
。

## 医学的利用
ジメルカプトコハク酸は、血中濃度が 45µg/dlを超える小児の鉛中毒の治療に適応される。DMSAの使用は、既知の鉛汚染環境での暴露を見越して鉛中毒を防止するためには承認されていない。DMSAは、マウスの血液脳関門を通過できるが、ヒトに当てはまるかどうかは不明である。DMSAが中枢神経系に与えられた損傷を元に戻すことができない場合でも、さらなる悪化を防ぐ可能性がある。
DMSAは鉛の尿中排泄を促進し、十分に積極的な治療により、脳内の鉛含有量を減らすことができる。また、銅と亜鉛の尿中排泄も増加させる。DMSAは、鉛に暴露されたラットの認知機能を改善したが、鉛に暴露されなかったラットの認知機能を低下させた。

## 化学
DMSAは、化学式 HO2CCH(SH)CH(SH)CO2H で表される有機イオウ化合物である。無色の固体で、2つのカルボキシル基と 2つのチオール基を持ち、後者は穏やかな不快臭の原因である。メソ型とキラル dl型ができる。
2,3-ジメルカプトコハク酸分子は 2つの立体中心 (2つの不斉炭素原子）を持ち、3つの異なる立体異性体として存在する可能性がある。2S,3Sおよび 2R,3R異性体はエナンチオマーのペアだが、2R,3S異性体はメソ化合物であるため、光学的に不活性である。 
|                                     |                                                                        |                                     |
|                                     |                                                                        |                                     |
| (2R,3R)-2,3-dimercaptosuccinic acid | (2R,3S)-2,3-dimercaptosuccinic acid (meso-2,3-dimercaptosuccinic acid) | (2S,3S)-2,3-dimercaptosuccinic acid |

## 調製と反応性
DMSAは、アセチレンジカルボン酸をチオ硫酸ナトリウムまたはチオ酢酸と反応させた後、加水分解することによって調製できる。 ジメチルエステルも知られている。 
メソ 2,3-ジメルカプトコハク酸は、Hg2+やPb2+などの「柔らかい」重金属に結合し、これらのイオンを排泄できるようにする。チオール基を介して金属カチオンに結合し、チオール基は錯化するとイオン化する。

## 歴史
DMSAは、大量の水銀を消費し、社員の中毒を防ぐ薬を探していたスヴェルドロフスク (Sverdlovsk) の電気企業の1つから委託されたウラル工科大学 (Urals Polytechnic Institute) の V.Nirenburgによって最初に合成された。1957年、中国の科学者たちは、DMSAが吐酒石(tartar emetic) の過剰摂取によるアンチモン中毒を効果的に治療できることを発見した。ヒ素と水銀による動物中毒の顕著な保護効果は、1962年に I.Okonishnikovaによって最初に示された。1984年に、現在は廃止された Bock Pharmaceutical Companyは、FDAに希少疾病用医薬品のステータスの承認を "Chemet" の商品名で要求し、FDAは 1991年にこれを承認し、1998年まで独占権を提供した。これは 1996年に後継のサノフィに伝えられた。 